# А (буква курдского алфавита)
А (ہ, сорани ئە) — буква алфавита сорани, вариант арабской буквы ха (ه).

## Использование
В центральнокурдском и севернолурском языках используется для обозначения [æ], в арабском алфавите для уйгурского языка — [ɛ], в казахском арабском алфавите — [jɪ], а в киргизском — [e]. Во всех языках, кроме киргизского, противопоставляется дочашми ха (ھ), обозначающей согласный [h] и также основанной на арабской букве ха (ه). В сорани и уйгурском языке в начале слова предваряется буквой ‏ئ‏‎, образуя диграф ‏ئە‏‎.

## Соединение
Изолированная и конечная формы буквы совпадают со стандартной арабской ха (ه), а начальная и серединная у неё отсутствуют.